# Grand Prix Belgii 1993
Grand Prix Belgii 1993 (oryg. Grand Prix de Belgique) – 12. runda Mistrzostw Świata Formuły 1 w sezonie 1993, która odbyła się 29 sierpnia 1993, po raz 28. na torze Spa-Francorchamps.
51. Grand Prix Belgii, 40. zaliczane do Mistrzostw Świata Formuły 1.

## Wyniki

### Kwalifikacje
| P                       | Nr | Kierowca             | Konstruktor(-silnik)  | Opony | Czas     | Odstęp   | Strata   |
| ----------------------- | -- | -------------------- | --------------------- | ----- | -------- | -------- | -------- |
| 1                       | 2  | Alain Prost          | Williams-Renault      | G     | 1:47.571 | -        | -        |
| 2                       | 0  | Damon Hill           | Williams-Renault      | G     | 1:48.466 | 0:00.895 | 0:00.895 |
| 3                       | 5  | Michael Schumacher   | Benetton-Ford         | G     | 1:49.075 | 0:00.609 | 0:01.504 |
| 4                       | 27 | Jean Alesi           | Ferrari               | G     | 1:49.825 | 0:00.750 | 0:02.254 |
| 5                       | 8  | Ayrton Senna         | McLaren-Ford          | G     | 1:49.934 | 0:00.109 | 0:02.363 |
| 6                       | 10 | Aguri Suzuki         | Footwork-Mugen-Honda  | G     | 1:50.529 | 0:00.595 | 0:02.958 |
| 7                       | 9  | Derek Warwick        | Footwork-Mugen-Honda  | G     | 1:50.628 | 0:00.099 | 0:03.057 |
| 8                       | 6  | Riccardo Patrese     | Benetton-Ford         | G     | 1:51.017 | 0:00.389 | 0:03.446 |
| 9                       | 30 | JJ Lehto             | Sauber-Ilmor          | G     | 1:51.048 | 0:00.031 | 0:03.477 |
| 10                      | 12 | Johnny Herbert       | Lotus-Ford            | G     | 1:51.139 | 0:00.091 | 0:03.568 |
| 11                      | 25 | Martin Brundle       | Ligier-Renault        | G     | 1:51.350 | 0:00.211 | 0:03.779 |
| 12                      | 29 | Karl Wendlinger      | Sauber-Ilmor          | G     | 1:51.440 | 0:00.090 | 0:03.869 |
| 13                      | 14 | Rubens Barrichello   | Jordan-Hart           | G     | 1:51.711 | 0:00.271 | 0:04.140 |
| 14                      | 7  | Michael Andretti     | McLaren-Ford          | G     | 1:51.833 | 0:00.122 | 0:04.262 |
| 15                      | 26 | Mark Blundell        | Ligier-Renault        | G     | 1:51.916 | 0:00.083 | 0:04.345 |
| 16                      | 28 | Gerhard Berger       | Ferrari               | G     | 1:52.080 | 0:00.164 | 0:04.509 |
| 17                      | 4  | Andrea de Cesaris    | Tyrrell-Yamaha        | G     | 1:52.647 | 0:00.567 | 0:05.076 |
| 18                      | 19 | Philippe Alliot      | Larrousse-Lamborghini | G     | 1:52.907 | 0:00.260 | 0:05.336 |
| 19                      | 20 | Érik Comas           | Larrousse-Lamborghini | G     | 1:53.185 | 0:00.278 | 0:05.614 |
| 20                      | 15 | Thierry Boutsen      | Jordan-Hart           | G     | 1:53.464 | 0:00.279 | 0:05.893 |
| 21                      | 24 | Pierluigi Martini    | Minardi-Ford          | G     | 1:53.525 | 0:00.061 | 0:05.954 |
| 22                      | 23 | Christian Fittipaldi | Minardi-Ford          | G     | 1:53.941 | 0:00.416 | 0:06.370 |
| 23                      | 3  | Ukyō Katayama        | Tyrrell-Yamaha        | G     | 1:54.550 | 0:00.609 | 0:06.979 |
| 24                      | 22 | Luca Badoer          | Lola-Ferrari          | G     | 1:54.977 | 0:00.427 | 0:07.406 |
| 25                      | 21 | Michele Alboreto     | Lola-Ferrari          | G     | 1:55.964 | 0:00.987 | 0:08.393 |
| Nie zakwalifikowali się |    |                      |                       |       |          |          |          |
|                         | 11 | Alessandro Zanardi   | Lotus-Ford            | G     | -        | -        | -        |
| P                       | Nr | Kierowca             | Konstruktor(-silnik)  | Opony | Czas     | Odstęp   | Strata   |

### Wyścig
| Poz. | Nr. | Kierowca             | Konstruktor           | Okrążeń | Czas/powód NU | Poz. start. | Punktów |
| ---- | --- | -------------------- | --------------------- | ------- | ------------- | ----------- | ------- |
| 1    | 0   | Damon Hill           | Williams-Renault      | 44      | 1:24:32.124   | 2           | 10      |
| 2    | 5   | Michael Schumacher   | Benetton-Ford         | 44      | +3.668        | 3           | 6       |
| 3    | 2   | Alain Prost          | Williams-Renault      | 44      | +14.988       | 1           | 4       |
| 4    | 8   | Ayrton Senna         | McLaren-Ford          | 44      | +1:39.763     | 5           | 3       |
| 5    | 12  | Johnny Herbert       | Lotus-Ford            | 43      | +1 okrążenie  | 10          | 2       |
| 6    | 6   | Riccardo Patrese     | Benetton-Ford         | 43      | +1 okrążenie  | 8           | 1       |
| 7    | 25  | Martin Brundle       | Ligier-Renault        | 43      | +1 okrążenie  | 11          |         |
| 8    | 7   | Michael Andretti     | McLaren-Ford          | 43      | +1 okrążenie  | 14          |         |
| 9    | 30  | Jyrki Järvilehto     | Sauber                | 43      | +1 okrążenie  | 9           |         |
| 10   | 28  | Gerhard Berger       | Ferrari               | 42      | Kolizja       | 16          |         |
| 11   | 26  | Mark Blundell        | Ligier-Renault        | 42      | Kolizja       | 15          |         |
| 12   | 19  | Philippe Alliot      | Larrousse-Lamborghini | 42      | +2 okrążenia  | 18          |         |
| 13   | 22  | Luca Badoer          | Lola-Ferrari          | 42      | +2 okrążenia  | 24          |         |
| 14   | 21  | Michele Alboreto     | Lola-Ferrari          | 41      | +3 okrążenia  | 25          |         |
| 15   | 3   | Ukyō Katayama        | Tyrrell-Yamaha        | 40      | +4 okrążenia  | 23          |         |
| NU   | 20  | Érik Comas           | Larrousse-Lamborghini | 37      | Pompa paliwa  | 19          |         |
| NU   | 9   | Derek Warwick        | Footwork-Mugen-Honda  | 28      | Silnik        | 7           |         |
| NU   | 29  | Karl Wendlinger      | Sauber                | 27      | Silnik        | 12          |         |
| NU   | 4   | Andrea de Cesaris    | Tyrrell-Yamaha        | 24      | Silnik        | 17          |         |
| NU   | 23  | Christian Fittipaldi | Minardi-Ford          | 15      | Wypadł z toru | 22          |         |
| NU   | 24  | Pierluigi Martini    | Minardi-Ford          | 15      | Wypadł z toru | 21          |         |
| NU   | 10  | Aguri Suzuki         | Footwork-Mugen-Honda  | 14      | Skrz. biegów  | 6           |         |
| NU   | 14  | Rubens Barrichello   | Jordan-Hart           | 11      | Łożysko koła  | 12          |         |
| NU   | 27  | Jean Alesi           | Ferrari               | 4       | Zawieszenie   | 4           |         |
| NU   | 15  | Thierry Boutsen      | Jordan-Hart           | 0       | Skrz. biegów  | 20          |         |